# Križnica
Križnica est un village de la municipalité de Pitomača (Comitat de Virovitica-Podravina) en Croatie. Au recensement de 2001, le village comptait 123 habitants.